# Kubu
Kubu est le nom d'une population de chasseurs-collecteurs semi-nomades vivant sur un territoire qui s'étend des marais de la côte est de l'île de Sumatra jusqu'au piémont de la chaîne des Bukit Barisan, dans les provinces de Sumatra du Nord, Riau et Jambi.
Les Kubus vivent en petits groupes dispersés. Ils se désignent eux-mêmes sous le nom d'Orang Darat, c'est-à-dire peuples de la terre. Leurs voisins sédentaires, Batak, Minangkabau et Malais, les appellent Kubu.
Ils cultivent le sagou et troquent des produits de la forêt contre du sel et des métaux fournis par leurs voisins.

## Peuples
Dans la province de Sumatra du Nord, dans la région du mont Kulabu, à la limite des provinces de Sumatra du Nord et Sumatra occidental, au nord-ouest de la ville de Lubuk Sikaping, vivent :
- les Lubu, au nombre de 30 000 (1981).

Dans la province de Riau vivent, sur le piémont des Bukit Barisan :
- les Ulu, au nombre de 4 000 selon un recensement de 1940.

Sur les rives des fleuves Kampar, Mandau, Rokan et Siak vivent :
- les Akit (ou Aket ou Akik), au nombre de 300 selon un recensement de 1935 ;
- les Sakai (à ne pas confondre avec les Sakai de Malaisie), au nombre de 3 000 selon un recensement de 1909 ;
- les Talang ;
- les Tapung.

Le long des fleuves Kerantan, Gangsal et Retih vivent :
- les Mamak, au nombre de 2 000 selon un recensement de 1929.

À l'embouchure du Siak et dans les marais de la côte avoisinants vivent :
- les Rawas ;
- les Orang Utan (gens de la forêt).

Dans la province de Jambi, dans les piémonts entre les fleuves Tembesi au nord, Batang Hari au nord-est et Tabir au sud, sur un territoire d'environ 2 000 km² couvert de forêts, où ils menaient un mode de vie nomade de chasseurs-collecteurs jusqu'en 1988, vivent :
- les Duwablas ;
- les Kubu des montagnes, au nombre 6 000 (1978) ;
- les Orang Rimba ("gens de la forêt"), au nombre de 800 (1979) ;
- les Rawas.

## Langues
Les Akit, les Mamak, les Sakai, les Talang et les Ulu parlent des dialectes du kerinci, une des langues du sous-groupe malais local des langues malaïques de la branche malayo-polynésienne des langues austronésiennes.
Les langues kubu proprement dite, lubu et rawas font également partie de ce sous-groupe malais local.
En outre, ces populations parlent un dialecte de la langue de leurs voisins Batak, Malais ou Minangkabau.

## Dans la littérature
Dans le chapitre XXV de La Vie mode d'emploi de Georges Perec, est racontée l'histoire de Marcel Appenzel. Ethnologue, il part en 1932 à Sumatra, à la recherche d'un peuple fantôme, les Kubus, puis disparaît. Il est retrouvé cinq ans et onze mois plus tard, à 600 kilomètres de son point de départ. Il avait trouvé les Kubus, mais ceux-ci l'ignoraient délibérément, et changeaient leur lieu de campement, s'enfonçant de plus en plus dans la brousse. Appenzel finit par comprendre : « Eux ne voulaient pas de moi, eux n'étaient pas prêts du tout à m'enseigner leurs coutumes et leurs croyances ! Ils n'avaient que faire des présents que je déposais à côté d'eux, que faire de l'aide que je croyais leur apporter ! C'était à cause de moi qu'ils abandonnaient leurs villages et c'était seulement pour me décourager moi, pour me persuader qu'il était inutile que je m'acharne, qu'ils choisissaient des terrains chaque fois plus hostiles, s'imposant des conditions de vie de plus terribles pour bien me montrer qu'ils préféraient affronter les tigres et les volcans, les marécages, les brouillards suffocants, les éléphants, les araignées mortelles, plutôt que les hommes. »